# أسطول الولايات المتحدة في المحيط الهادئ
أسطول الولايات المتحدة في المحيط الهادئ هي وحدة قيادة على مستوى مسرح الحرب في بحرية الولايات المتحدة ترابط في المحيط الهادئ. يلبي الأسطول قيادة الهندي-الهادئ بالقوات البحرية. تقع مقرات الأسطول المركزية في محطة بيرل هاربر البحرية بهاواي. كما توجد منشأت تتبع للأسطول في خليج سان دييغو على البر الرئيسي الأمريكي.

## لمحة تاريخية
يعود تاريخ استحداث أسطول الهادئ إلى عام 1907 حين دُمج السرب الآسيوي والسرب الهادئ من البحرية. وفي عام 1910، أعيد تنظيم سفن السرب البحري الأول إلى سرب آسيوي منفصل. كان من شأن الأمر العام رقم (94) الصادر بتاريخ 6 ديسمبر عام 1922 أن نظَّم أسطول الولايات المتحدة جاعلًا من المحيط الهادئ مركزًا لأسطول المعارك. ظل أسطول المعارك متمركزًا على الساحل الغربي للولايات المتحدة حتى شهر مايو من عام 1940. كانت كلًا من المقرات والسفن الحربية وحاملات الطائرات والطرّادات الثقيلة متمركزة في ميناء لوس أنجلوس (سان بيدرو) بالقرب من حوض السفن البحري بلونغ بيتش. أمَّا الطرّادات الخفيفة والمدمّرات والغواصات فكانت متمركزة في سان دييغو. صدرت خلال صيف عام 1940 أوامر بنقل الأسطول إلى موقع «متقدم» في بيرل هاربر بهاواي ردًا على التوسع الياباني. أبدى الفَريق الأوّل البحري جيمس ريتشاردسون معارضة شديدة للتمركز طويل الأمد في بيرل هاربر. كانت الاعتبارات السياسية مأخوذة على محمل الأهمية أن قام الفَريق الأوّل البحري هازبند كيمل الذي كان في سدة القيادة خلال وقت الهجوم على بيرل هاربر من إعفاء ريتشاردسون من منصبه. أعيد تشكيل الأسطول الهادئ رسميًا بموجب الأمر العام رقم (143) الصادر بتاريخ 1 فبراير عام 1941 الذي قسَّم أسطول الولايات المتحدة إلى أسطول أطلسي وأسطول آسيوي وآخر هادئ.

## بعد عام 1945
شارك أسطول المحيط الهادئ في عملية البساط السحري لنقل القوات الأمريكية إلى الوطن بعدما وضعت الحرب العالمية الثانية أوزارها. يظهر الهيكل التنظيمي لأسطول الهادئ حتى يناير 1947 في كتاب من تأليف هال فريدمان.
شارك أسطول المحيط الهادئ منذ عام 1950 في كل من الحرب الكورية، وحرب فيتنام، وأزمتي مضيق تايوان، فضلًا عن عدد من العمليات الأخرى من ضمنها حادثة حادثة ماياغز (1975)، والعمليات المتعلقة التي أعقبت حرب فيتنام مثل عملية الوافدين الجدد.
بدأت سلسلة مناورات ريمباك في عام 1971. وقَّعت وزارتي النقل والبحرية في 7 مارس عام 1984 على مذكرة اتفاق تقرر بموجبها استحداث مناطق الدفاع البحرية (MDZ). كانت مناطق دفاع الهادئ عبارة عن نسق درجيّ مؤلف من ثلاثة قيادات في البحرية تتبع لقائد أسطول الولايات المتحدة الهادئ. يقع على عاتق مناطق الدفاع البحرية (MDZ) مسؤولية تأمين الحماية لمسافة تصل إلى 200 ميل بحري (370 كيلومتر) حول الساحل الغربي للولايات المتحدة وجزر ألوتيان وهاواي خلال وقت العدوان. وفي 1 أكتوبر عام 1990، اُستحدث منصب قائد قوات بحرية الولايات المتحدة بألاسكا (COMUSNAVAK) بصفته وحدة القيادة البحرية التابعة لقيادة ألاسكا (COMALCOM). ومنذ هذا الاستحداث، أصبحت قيادة قوات بحرية الولايات المتحدة بألاسكا تتولى مسؤولية تنسيق جميع عمليات البحرية الأمريكية في منطقة ألاسكا وجزر ألوتيان، والتخطيط والتنسيق المفصَّلين للشق البحري من مناورات الحافة الشمالية المشتركة والمختلطة، وتنسيق زيارات سفن البحرية الأمريكية البارزة في جميع أنحاء ألاسكا بغرض توطيد العلاقات العامة ومبادرات التجنيد.
تشمل العمليات الأخرى المُنفَّذة منذ حينها المشاركة في قوة مهام تسرب النفط الألاسكي المشتركة المتضمِنة مشاركة القائد من المجموعة البرمائية الثالثة كنائب قوة العمل المشتركة المختلطة. كان هذا التجاوب الدفاعي لحادثة تسرب إيكسون فالديز النفطي التي وقعت في شهر مارس من عام 1989. كما شارك أسطول الولايات المتحدة الهادئ في قوة مهام الفلبين المشتركة خلال محاولة انقلاب ديسمبر 1989 هناك التي تضمنت مجموعتي حاملتين قتاليتين وحاملتي طائرات اثنين مع أجنحتهما الجوية المرافقة في بحر الفلبين حيث غُيرت قيادتها التعبوية إلى قوة مهام الفلبين المشتركة. حافظت حاملتي الطائرات خلال العمليات على تأهبهما المهبِطي بالإضافة إلى تغطية جوية على مدار الساعة بطائرات إي - 2 هوك آي في المجال الجوي للعاصمة مانيلا.

## وصلات خارجية
- الموقع الرسمي (بالإنجليزية)